# Podregion Seinäjoki
Podregion Seinäjoki (fiń. Seinäjoen seutukunta) – podregion w Finlandii, w regionie Ostrobotnia Południowa.
W skład podregionu wchodzą gminy:
- Ilmajoki,
- Isokyrö (od 2021)[2],
- Kauhava,
- Kurikka,
- Lapua,
- Seinäjoki.

W skład podregionu wchodziły gminy:
- Jalasjärvi (w 2016 roku włączona do gminy Kurikka)[3]